# Dalton James
Dalton James (Sacramento (Californië), 19 maart 1971) is een Amerikaanse acteur en golfer.

## Biografie
James heeft gestudeerd aan de prestigieuze Playhouse West in Los Angeles. 
James is getrouwd geweest, en daarvan ook weer gescheiden en heeft met haar twee kinderen gekregen (zoon (1996) en dochter (1997)).
In het jaar 2000 is hij gekozen als een van de mooiste 50 mannen door het tijdschrift People.
James is de laatste jaren een professionele golfspeler geworden. Hij heeft al 3800 lessen gevolgd bij de golfclub GolfTEC Pasadena. Hij heeft ook les gegeven zoals aan Brady Rigs, die in de top 100 heeft gestaan van de Golf Digest. James is daarnaast een officiële handelaar in golfuitrusting voor de firma Nakashima Club Fitter.
Hij heeft in 1992 geacteerd in de televisieserie Sisters. Hierna heeft hij nog meer rollen vervuld zoals in Crossroads (1992-1993) en Beverly Hills, 90210 (1996-1997). Hij is vooral bekend van zijn rol als Hank Bennett in de televisieserie Passions waar hij in 136 afleveringen speelde (1999-2001).
Hij speelde als jonge acteur de zoon van de originele Angus MacGyver aan de zijde van Richard Dean Anderson.

## Filmografie

### Films
Uitgezonderd korte films. 
- 2016 Thrill Kill - als Larry
- 1999 Held Up – als Sonny
- 1998 Beach House - als Dan
- 1995 Crosstown traffic – als Brad
- 1994 My Father the Hero – als Ben
- 1993 The Substitute – als Josh Wyatt
- 1992 Encino Man – als Will

### Televisieseries
Uitgezonderd eenmalige gastoptredens. 
- 1999 – 2001 Passions – als Hank Bennet – 136 afl.
- 1996 – 1997 Beverly Hills, 90210 – als Mark Reese – 12 afl.
- 1992 – 1993 Crossroads – als Dylan Hawkins – 9 afl.